# Baffinovo moře

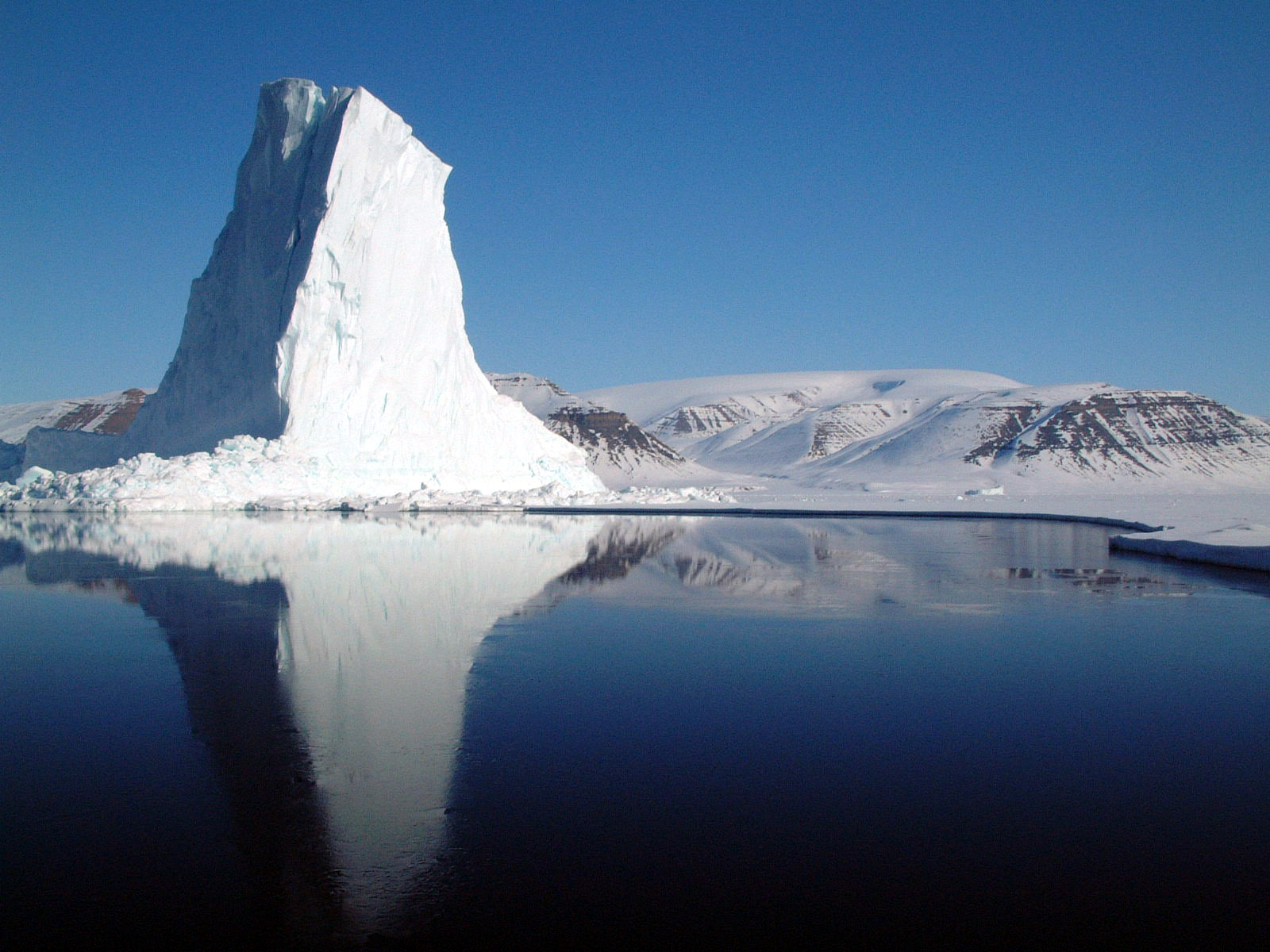
Plovoucí ledovec v Baffinově zálivu

Baffinovo moře (český normovaný název), též Baffinův záliv (dánsky Baffin Bugten, dříve také Bylot- nebo Bilettbai, grónsky Avannaata Imaa, což znamená česky „moře (na) severu") je mořský záliv mezi Atlantským a Severním ledovým oceánem. V severojižním směru je dlouhé 1130 km, má rozlohu 690 tisíc km² a maximální hloubku 2136 metrů. Většinu roku je záliv nesplavný, důvodem je zalednění a plovoucí ledové kry. Loví se zde ryby a velryby.
Baffinovo moře je ohraničeno Baffinovým ostrovem na jihozápadě, Grónskem na východě, ostrovem Devon na západě a Ellesmerovým ostrovem na severu. Je spojeno s Atlantským oceánem prostřednictvím Davisova průlivu a se Severním ledovým oceánem Naresovým, Smithovým a Robesonovým průlivem. Tyto průlivy jsou celoročně pokryty polárním ledem.
Záliv byl objeven v roce 1585. Prvním Evropanem, který jej spatřil, byl britský cestovatel John Davis. Je však pojmenován po Williamu Baffinovi, prvním badateli, který se zde plavil v roce 1616.